# Gerard I van Holstein-Itzehoe
Gerard I van Holstein-Itzehoe (circa 1232 - 21 december 1290) was van 1238 tot 1261 graaf van Holstein, van 1238 tot aan zijn dood graaf van Schaumburg en van 1261 tot aan zijn dood graaf van Holstein-Itzehoe. Hij behoorde tot het huis Schaumburg.

## Levensloop
Hij was de tweede zoon van graaf Adolf IV van Holstein en diens echtgenote Heilwig, dochter van heer Herman II van Lippe.
In 1238 trad zijn vader af als graaf van Holstein en Schaumburg om zich terug te trekken in een klooster, waarna Gerard I en zijn oudere broer Johan I de regering van beide graafschappen overnamen. Omdat beide broers toen nog minderjarig waren, werden ze onder het regentschap van hun oom geplaatst: hertog Abel van Sleeswijk. Nadat Gerard en Johan volwassen werden verklaard, begonnen ze zelfstandig te regeren en zetten ze hun gezamenlijke bewind verder. In 1255 sloten beide broers een handelsverdrag met de stad Lübeck. 
Toen hun vader in 1261 kwam te overlijden, beslisten Johan en Gerard om hun gezamenlijke gebieden onderling te verdelen. Gerard kreeg het graafschap Schaumburg en het graafschap Holstein-Itzehoe met de districten Stormarn, Plön en Itzehoe, terwijl Johan het graafschap Holstein-Kiel kreeg met de districten Kiel, Wagrien en Ostholstein. Toen Johan later van Denemarken Rendsburg terugkreeg, verkocht hij de stad aan Gerard, die in ruil de stad Segeberg aan Johan moest verkopen.
Gerard stichtte verschillende dorpen, om zo Holstein te ontwikkelen en het gebied rond Holstein te controleren. Ook ontwikkelde hij de administratie van het graafschap. Hij vocht oorlogen uit met het aartsbisdom Bremen, de stad Lübeck en de landen die aan Holstein grensden. In 1262 won hij de slag bij de Lohheide. In 1263 stierf zijn broer Johan, waarna Gerard namens Johans zonen regent was van het graafschap Holstein-Kiel.
In 1290 stierf Gerard I. Zijn zonen verdeelden zijn gebieden: Gerard II kreeg Holstein-Plön, Adolf VI kreeg het graafschap Schaumburg en Holstein-Pinneberg, Hendrik I ontving Holstein-Rendsburg.

## Huwelijken en nakomelingen
Rond 1250 huwde hij met Elisabeth (overleden rond 1280), dochter van heer Johan I van Mecklenburg. Ze kregen elf kinderen:
- Liutgard (1251-na 1289), huwde in 1265 met hertog Johan I van Brunswijk-Lüneburg en daarna met vorst Albrecht I van Anhalt-Zerbst
- Johan (1253-1272), kanunnik in Hamburg
- Gerard II (1254-1312), graaf van Holstein-Plön
- Adolf VI (1256-1315), graaf van Schaumburg en Holstein-Pinneberg
- Hendrik I (1258-1304), graaf van Holstein-Rendsburg
- Hedwig (1260-1324), huwde in 1276 met koning Magnus I van Zweden
- Elisabeth (overleden voor 1284), huwde met graaf Burchard van Wolpe
- Albrecht (1272-1281)
- Bruno, jong gestorven
- Otto, jong gestorven
- Mathilde, huwde met graaf Johan van Wunstorf

Na de dood van Elisabeth huwde Gerard rond 1280 een tweede maal met Adelheid (1237-1285), dochter van markgraaf Bonifatius II van Monferrato en weduwe van hertog Albrecht I van Brunswijk-Wolfenbüttel. Het huwelijk bleef kinderloos.